# Otto Verhagen (1919-2003)
Otto Verhagen (Maarssen, 19 mei 1919 - 2003) was een Nederlands kunstschilder, tekenaar en museumdirecteur.

## Leven en werk
Verhagen was lid van de patriciaatsfamilie Verhagen en een zoon van de eveneens de beeldende kunst beoefenende Otto Verhagen (1885-1951) en Jantje Jantiena Roelfina (Annie) Bennink (1891-1978). Verhagen was werkzaam bij de Stichting Nederlands Kunstbezit (1948-1951) die tot taak had gestolen of buitgemaakte oorlogskunst op te sporen en terug te halen. Daarna werkte hij voor de Dienst Rijks Verspreide Kunstvoorwerpen (1951-1970); in die laatste functie als ambtenaar bij het ministerie van Cultuur, Recreatie en Maatschappelijk Werk was hij betrokken bij de uitvoering en het beheer van de collectie voortvloeiend uit de Beeldende Kunstenaars Regeling (BKR). Verhagen werd in 1971 directeur van de gemeentemusea Deventer wat hij tot 1981 zou blijven.
Verhagen schonk zijn archief in 1999 aan het Rijksbureau voor Kunsthistorische Documentatie. De Stichting Geldersche Kasteelen bezit van hem een collectie tekeningen en ook een archiefdeel.